# Yllenus desertus

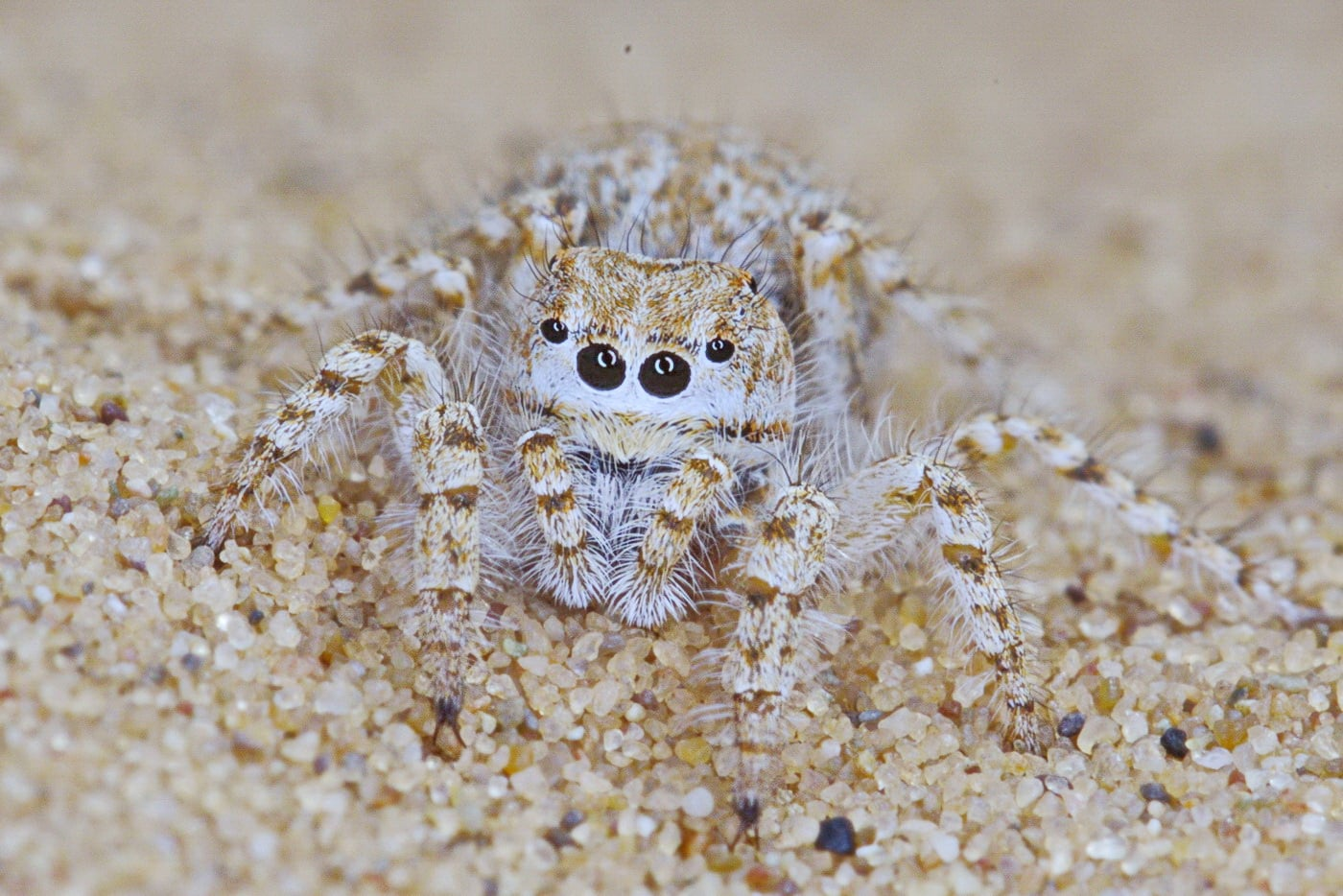
Besläktad art arenarius

Yllenus desertus är en spindelart som beskrevs av Wesolowska 1991. Yllenus desertus ingår i släktet Yllenus och familjen hoppspindlar. Inga underarter finns listade i Catalogue of Life.